# 薛之珩

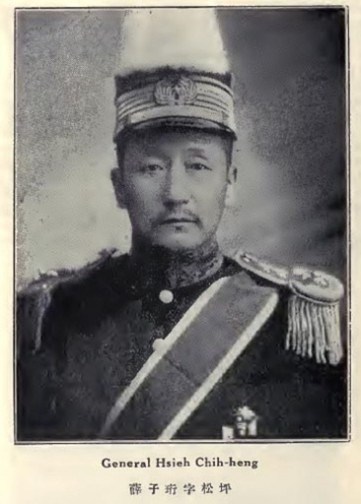
《中国名人录（第三版）》中的薛之珩照片。该书将薛之珩的姓名误作“薛子珩”。

薛之珩（1876年—1933年）字松坪，直隶卢龙人，中华民国军事将领。

## 生平
1876年生于直隶永平府卢龙县，父亲是个教书先生，薛之珩在家中排行老大。
薛之珩曾任京都市政公所會辦。民國11年（1922年）1月，任京師警察廳總監。
1923年2月13日，获授将军府平威将军。1923年11月27日，获授陆军上将衔。1924年9月23日，孙岳、聂宪藩、刘梦庚、薛之珩、车庆云被任命为京畿卫戍总司令部副司令。
1933年6月30日，黃郛派华北战区接收委员雷壽榮、殷同自天津塘沽乘輪船赴大連，同日本方面商谈接收戰區事宜。鉴于薛之珩與李際春有私交，黃郛还加派薛之珩同往。雷壽榮、殷同、薛之珩同李際春、闞鐸进行交涉，關東軍參謀副長岡村寧次和喜多誠一在場觀察。

## 家庭
和二姨太
- 长女

和杨玉芳
- 次女薛宝琴
  - 流产
  - 外孙女：张小鸿
  - 外孙女：张戎，英国籍华裔作家
  - 外孙：张京明
  - 外孙：张小黑
  - 外孙：张小方